# ۱۱ حشوان
۱۱ حشوان - از آغاز سال در گاه‌شماری عبری ۴۱ روز گذشته و به پایان آن ۳۲۴ روز (در سال عادی) یا ۳۲۵ روز (در سال کبیسه) مانده است. 

== 
رویدادها ==

## مرگ‌ها
- راحل همسر دوم یعقوب و مادر یوسف و بنیامین هنگام وضع حمل درگذشت.

## همچنین ببینید
- تیشری